# Polystachya oblanceolata
Polystachya oblanceolata är en orkidéart som beskrevs av Victor Samuel Summerhayes. Polystachya oblanceolata ingår i släktet Polystachya och familjen orkidéer. Inga underarter finns listade i Catalogue of Life.